# Molophilus cooloola
Molophilus cooloola är en tvåvingeart som beskrevs av Günther Theischinger 1992. Molophilus cooloola ingår i släktet Molophilus och familjen småharkrankar. Inga underarter finns listade i Catalogue of Life.